# تحالف التلوث البلاستيكي
تحالف التلوث البلاستيكي (اختصارًا PPC) هي مجموعة مناصرة ومنظمة حركة اجتماعية تسعى إلى الحد من التلوث البلاستيكي. تعمل المجموعة تحت الرعاية المالية للمنظمة الشاملة Earth Island Institute.
تؤكد المجموعة أن إعادة تدوير البلاستيك غير مفيدة. وبدلاً من ذلك، فإنهم يؤيدون فرض الضرائب على الأكياس البلاستيكية، ويقترحون القضاء على البلاستيك الذي يستخدم مرة واحدة، ويؤكدون على مسؤولية المنتج عن نهاية عمر منتجاته. دعت المجموعة إلى التوقف عن استخدام المصاصات البلاستيكية أحادية الاستخدام، ووصفت ذلك بأنه " قضية بوابة لمساعدة الناس على البدء في التفكير في مشكلة التلوث البلاستيكي العالمية". كما تعطي المجموعة الأولوية لتغيير الهياكل القانونية ومسؤولية المنتج في مقابل التركيز المفرط الملحوظ على المسؤولية الفردية عن إعادة التدوير.

## تاريخ
تأسست مجموعة تحالف التلوث البلاستيكي على يد مانويل ماكيدا، ودانييلا روسو، وليزا بويل، وديانا كوهين، وجوليا كوهين في أكتوبر 2009. تشارك المجموعة بشكل أساسي في نشاط الإنترنت. في عام 2010، استضافت المجموعة حدث تيد " حول موضوع القمامة الكبرى في المحيط الهادئ: أزمة التلوث البلاستيكي العالمية" الذي ناقش دوامة القمامة في المحيط الهادئ.  من أبريل 2011 حتى يونيو 2014، قامت المجموعة بتشغيل موقع إخباري يسمى The Plastic Free Times.
في عام 2017، تم إنتاج مقطع فيديو دعائي لتحالف التلوث البلاستيكي يضم أفضل 11 متأهلاً للنهائيات من الموسم العاشر من برنامج أمريكان أيدول. تزعم المجموعة أن شركة 19 Entertainment، منتجة برنامج امريكان ايدول، ساهمت في إنتاج الفيديو ثم طالبت بإزالته من الإنترنت تحت ضغط من الرعاة من الشركات.
أصبحت بعض أسواق المنظمة موطنًا لمحطة إعادة تعبئة Sustain LA ، وهي شركة تهدف إلى تزويد العملاء ببعض المنتجات التي يصعب الحصول عليها دون شراء زجاجات بلاستيكية جديدة أيضًا - الشامبو، وبلسم الشعر، والصابون السائل، ومنظف الغسيل، ومنظفات المنزل.

## القضايا القانونية
في عام 2015، رفعت المجموعة وشركة المحاماة البيئية نار خضراء دعوى قضائية ضد 3000 شركة مصنعة للبلاستيك في كاليفورنيا بتهمة انتهاك متطلبات تصريح مياه الأمطار بموجب قانون المياه النظيفة.
في أبريل 2020، رفعت المجموعة ومعهد Earth Island دعوى قضائية ضد كلوركس وكوكاكولا ومارس ونستلة وبيبسيكو وبروكتر وغامبل في المحاكم العليا في كاليفورنيا زاعمين أن هذه الشركات تلوث المجاري المائية والسواحل والمحيطات بملايين الأطنان من مواد التغليف البلاستيكية. تزعم الدعوى أنهم انتهكوا قانون الحلول القانونية للمستهلكين في كاليفورنيا ، والإزعاج العام، وانتهاك الضمان الصريح، والمسؤولية عن المنتج المعيب، والإهمال، والفشل في التحذير من الأضرار الناجمة عن عبواتهم البلاستيكية. وردت جمعية المشروبات الأمريكية على الدعوى ببيان قالت فيه إن بعض أعضائها يتعاملون بنشاط مع مشكلة التلوث البلاستيكي. تزعم الدعوى أن الشركات المدعى عليها تنتج مجتمعة حوالي 15% من جميع مواد التغليف البلاستيكية التي تستخدم مرة واحدة.

## التأييدات
استخدمت المجموعة تأييد المشاهير لجذب الدعم. تم إنتاج مقطع فيديو يظهر فيه الممثل جيف بريدجز وشاهده مئات الآلاف من الأشخاص. ومن بين الداعمين المشاهير جيف فرانكلين،  وألكسندرا بول، وأيمي سمارت، وبين هاربر.

## الانتقادات
أطلقت المجموعة حملة للضغط على الشركات لوقف استخدام التغليف البلاستيكي. أعرب ألبي زاكس، المتحدث باسم شركة TerraCycle ، عن دعمه لأهداف المجموعة، لكنه تساءل عما إذا كان التحول إلى الزجاجات الزجاجية بدلاً من البلاستيكية أفضل للبيئة. في عام 2021، انتقد فيلم وثائقي من إنتاج نتفلكس بعنوان Seaspiracy مجموعة تحالف التلوث البلاستيكي لعدم تحدثها عن التلوث البلاستيكي الناجم عن صناعة صيد الأسماك التجارية. وهذا يعني أن المجموعة تعتمد على عائدات الصيد، كونها شركة تابعة لمعهد Earth Island.